# Мотоциклетний клуб

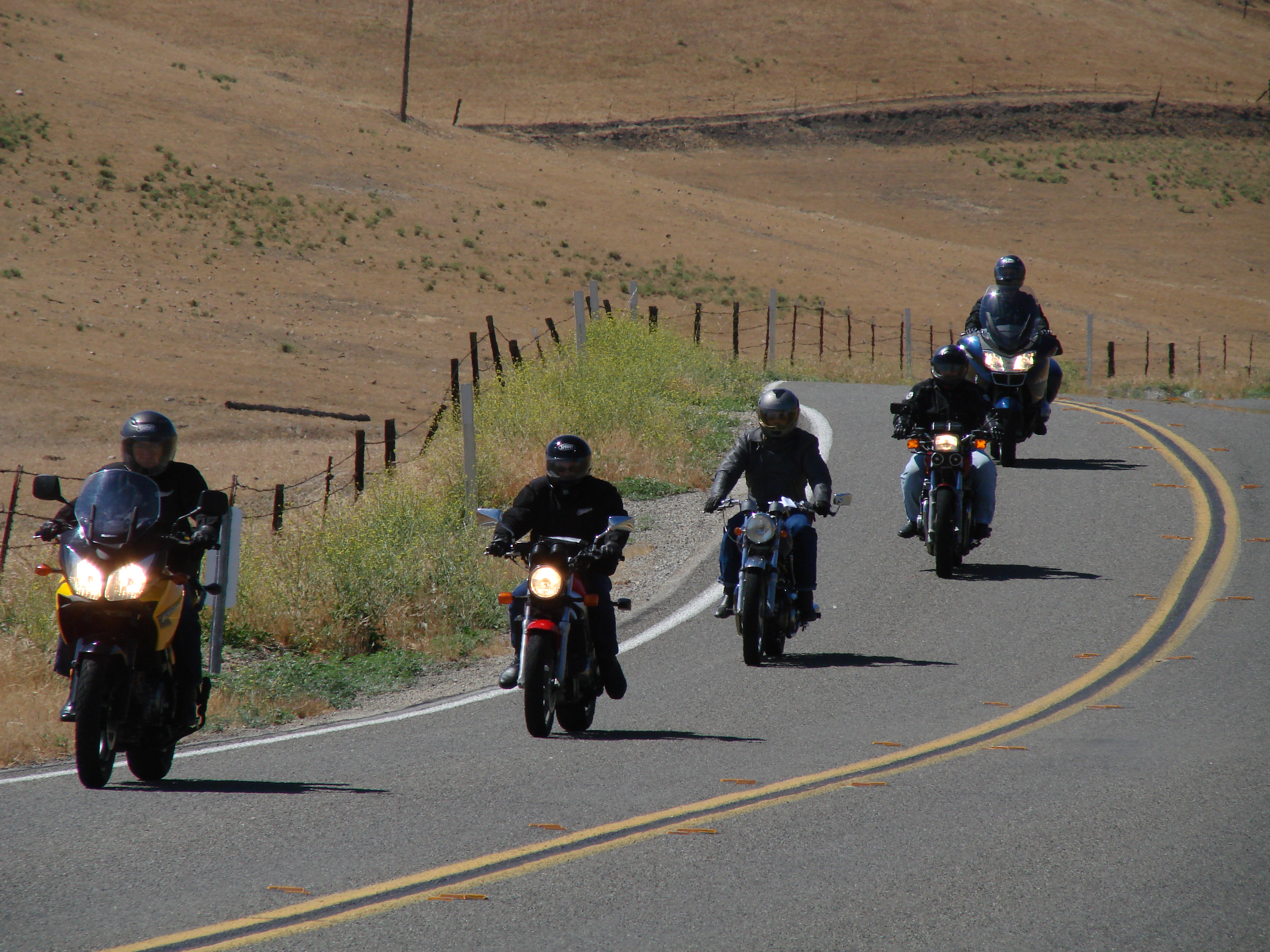
Norton Owner's Club з Південної Каліфорнії на Державна траса 41 Каліфорнії, біля Крестона.

Мотоциклетний клуб або Мотоклуб (англ. Motorcycle club) — група осіб, чий основний інтерес і діяльність пов'язана з мотоциклами. Зазвичай складається з байкерів, на відміну від мотоциклістів, що в основному відноситься до тих хто використовує мотоцикли лише як транспортний засіб.

## Історія
Одним з перших мотоциклетних клубів був New York Motorcycle Club, який у 1903 році об'єднався з Alpha Motorcycle Club з Брукліна задля створення Федерації американських мотоциклістів. Пізніше Мотоциклетна та Allied Trades Association (M&ATA) створили підрозділ їздців який згодом розгорнувся у Американську асоціацію мотоциклістів.

## Американська асоціація мотоциклістів
Американська асоціація мотоциклістів англ. American Motorcyclist Association (AMA) є найбільшою мотоциклетною організацією у Америці. Він служить як «парасолькова» організація для місцевих клубів і спортивних заходів. Станом на 2015 рік вона налічує понад 200.000 активних членів та понад 1.200 пов'язаних клубів.

## Типи клубів, груп та організацій

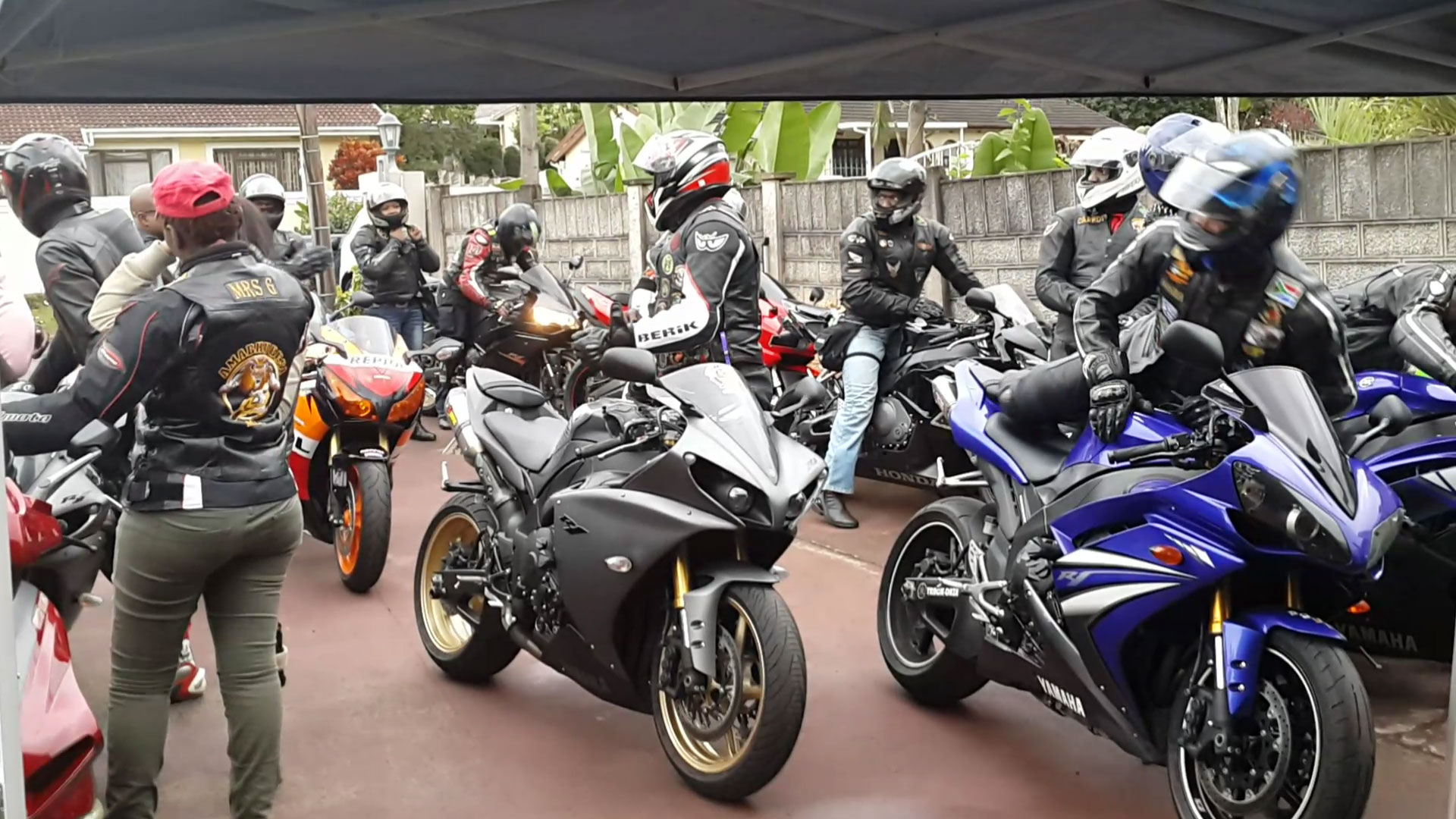
Клубна зустріч у Дурбані, Південна Африка

Більшість клубів організовані довкола марок або виробників мотоциклів, або довкола типів їзди (наприклад, туризм). Мотоциклетні клуби сильно відрізняються за своїми цілями та організацією. Звичайні мотоциклетні клуби або асоціації, як правило, мають виборних посадовців і директора, щорічні внески, і регулярні публікації. Вони також можуть спонсорувати спортивні заходи і щорічно або частіші мотоциклетні збори на яких їх учасники можуть спілкуватися.
Існує дуже багато брендових клубів, тобто клубів, присвячених конкретній марці, в тому числі, таких, що підтримуються різними виробниками, створених за зразком оригінального брендового клубу Групи власників Харлею. Є також великі національні незалежні мотоциклетні клуби, як, наприклад, Власники мотоциклів BMW Америки. Також існують спеціальні клуби для жінок, на кшталт Міжнародна жіноча мотоциклетна асоціація, та клуби для лесбійок та геїв, на кшталт Стоки на Байках.
Також популярністю користуються клуби для поціновувачів вінтажних машин, такі як Vintage Motor Cycle Club та клуби зорієнтовані на конкретні місцевості. Також популярні клуби спрямовані на захист прав райдерів, такі як Motorcycle Action Group, та благодійність, як The Royal British Legion Riders Branch. Більшість з них пов'язані з «парасольковими» організаціями, на кшталт Британської федерації мотоциклістів у Сполученому Королівстів, або ФЄМА у Європі. Типовою діяльністю подібних клубів є випуск журналів та проведення подій місцевими або національними відділеннями.
Інші організації, чия діяльність в основному пов'язана із використанням мотоциклів для конкретних цілей або соціальних випадків, такі як Patriot Guard Riders, що забезпечує похоронний супровід для військових ветеранів, та Rolling Thunder, що займається пошуком військовослужбовців зниклих безвісти в бою і військовополонених. Хоча, жодна з двох останніх груп не вимагають обов'язкової наявності мотоцикла для членства, вони орієнтовані на двоколісну їзду і більшість їх діяльності включає поїздки.
Існує велика кількість релігійно орієнтованих клубів, на кшталт Християнської мотоциклістської асоціації, міністри байкери, благодійні, на кшталт Freewheelers EVS, котрі використовують мотоцикли для забезпечення невідкладної медичної кур'єрської доставки, та клуби, що приваблюють членів певних груп, такі як Blue Knights Law Enforcement Motorcycle Club, для працівників правоохоронних структур.

### Загальна класифікація
- MG — MotoGang — «бандитський» мотоклуб із дуже жорсткою ієрархією і прихованими від публіки цілями і завданнями.
- МС — Motorcycles Club — традиційний мотоклуб із жорсткими правилами і звичаями: тільки чоловіки, не гомосексуали, можливі расові критерії, іноді обмеження за класом і/або марці мотоциклу (наприклад, Hell`s Angels MC). Обов'язкова жорстка ієрархія[8].
- LE MC — Law Enforcement Motorcycle Club — традиційний мотоклуб, що складається з людей, частково або повністю, які служать, або служили коли-небудь у будь-якій державній силовій структурі: поліції, армії, прокуратрі, податковой, МНС і т. д.[9]. Такі клуби виникли як пряма відповідь і противага 1%-м мотоклубам, а також через те, що 1%-ві мотоклуби і клуби, що їх підтримують, принципово не приймають до свої лав людей, що коли-небудь мали стосунок до правоохоронних органів[10]. Обов'язкова жорстка ієрархія[8]. Найвідомішим і найпоширенішим з-поміж них є Blue Knights MC, який було засновано у 1974 році і має відділення у 45 штатах Америки, 7 штатах Канади і 25 країнах Європи і Азії, нараховує загалом 643 відділення по всьому світу[11].
- MB —  MotoBrotherhood — мото братерство, аналогічна формація із МС, має таку саму жорстку структуру, але не має претензій на територію на якій розташована. Також формат Brotherhood обирають тимчасово коли проходить об'еднання декількох клубів різних формацій.
- MCC — MotorCycles Community — спрощена версія МС. На відміну від попередніх структур, не зобов'язані влаштовувати байк-шоу і байк-фестивалі, можуть не мати власного клубного будинку, мають нашивки на грудях або рукавах, але за поширеними зараз «британським правилам» МСС мають право на носіння нашивок і на спині.
- CMC — Christian Motorcycles Club — християнський мотоклуб, частіше за все це ті ж МС з усіма традиційними правилами і звичаями, але в основі ідеолгії клубу лежать ідеї християнства (наприклад, God's Squad CMC[en]).
- MFC — Moto Fanats Club — клуб любителів мототехніки, не має обмежень за типом транспортного засобу і його кубатурі. Для членства необов'язковою є навіть наявність власного мотоциклу. Іноді помилково називаються СМС — Club of MotoCyclists.
- RC — Riders Club — клуб любителів їзди на мотоциклах, зазвичай без будь-якої ієрархії, клубного будинку і жорстких правил.[8]
- OC — Owners Club — клуб, що об'єднує власників мотоциклів одного виробника (наприклад, HOG — Harley Owners Group).
- MM — Motorcycles Ministries — «мотоциклетне служіння», вид об'єднання байкерів під егідою різноманітних протестантських церков, за своєю структурою ближчі до RC (чим і відрізняються від CMC), але мають християнство як основну свою ідеологію (напр. Tribe of Judah MM).
- FMC, WMC — Female Moto Club, Women Moto Club — жіночий мотоклуб, із своїм власним уставом, правилами, звичаями, членами якого можуть бути тільки жінки (наприклад, Wings FMC).
- GMC — Gay Moto Club — ЛГБТ спільнота байкерів. Немає жорстких обмежень за гендерною ідентичністю. У європейських країнах здебільшого беруть участь у відкритті гей-парадів.[5].

## МК та МЦС
Для позначення терміну "мотоциклетний клуб" використовуються обидві абревіатури, MC та MCC, але це має принципове соціальне значення з точки зору незаконних або одновідсоткових мотоциклетних субкультур. MC як правило, зарезервовані для тих клубів, які взаємно визнаних іншими MC або незаконними мотоциклетними клубами. Це позначається нашивкою MC, яку носить мотоцикліст, або трьохсегментною нашивкою, що називається кольори, на задній стороні їх куртки або жилета для їзди. Незаконність або одновідсотковість означає лише те, що клуб не входить до складу Американської асоціації мотоциклістів, що має на увазі радикальну відмову від влади і всеосяжний від "байкер" спосіб життя, як це було визначено і популяризовано з 1950 року і представлено такими ЗМІ, як журнал Easyriders, роботами художника Девіда Манна та іншими. У багатьох випадках терміни збігаються зі звичайним значенням "поза законом", тому що деякі з цих клубів, або деякі з їхніх членів, визнаються правоохоронними органами, як такі, що беруть участь в організованих злочинних угрупованнях.
За межами «поза законної» субкультури мотоциклістів, слова "мотоциклетний клуб" (англ. motorcycle club) не несуть ніяких інших смислів за межами звичайної мови загального вжитку – клуб за участю мотоциклів, члени якого походять з усіх сфер життя. Таким чином, є клуби, які не мають нічого культурно і стилістично подібного до клубів «поза законом» або «одновідсоткових» клубів, і чия діяльність і цілі взагалі не схожі на їхні, але як і раніше вони використовують трьохсигментні нашивки або ініціали MC у своїх назвах або відзнаках. У інших країнах такі мотоциклетні клуби частіше використовують абревіатуру MCC.